# Arthur Farquhar
Arthur Farquhar (1772 – Aberdeenshire, 2 ottobre 1843) è stato un ufficiale scozzese.

## Biografia
Era il figlio minore di Robert Farquhar di Newhall, Kincardineshire. Entrò in marina nel 1787 a bordo di HMS Lowestoffe, e, dopo aver prestato servizio su numerose altre navi, entrò a far parte dell'East India Company. 

## Carriera
Appena arrivato in India ricevette la notizia dello scoppio delle Guerre rivoluzionarie francesi che lo portò a prestare servizio a bordo della corvetta HMS Hobart, dove è stato rimosso per l'ammiraglia e nell'aprile 1798 è stato promosso a tenente. Al suo ritorno in Inghilterra come primo tenente della HMS Heroine, fino ad essere promosso a comandante il 29 aprile 1802.
Nel gennaio 1804 prestò servizio sul HMS Acheron e il 4 febbraio 1805 sulla corvetta HMS Arrow, durante il quale venne catturato da due grandi francesi fregate, l'Incorruptible e la Hortense. Dal 1806 al 1809 comandò la HMS Arianna nel Mar Baltico e Mare del Nord, durante i quali ha catturato diversi corsari, francesi e danesi. Dal 1809 al 1814 comandò la fregata HMS Desiree nel Mare del Nord. Dal maggio 1814 all'aprile 1816 comandò il HMS Liverpool al Capo di Buona Speranza e dal 1830 al 1833 HMS Blanche nelle Indie Occidentali. Nel 1837 fu nominato contrammiraglio.

## Morte
Morì il 2 ottobre 1843 nella sua residenza nell'Aberdeenshire.

## Onorificenze

### Onorificenze straniere
| Controllo di autorità | VIAF (EN) 58276340 · LCCN (EN) n92076369 |